# Вулка
Вулка је био етрурски уметник из града Веји. Он је једини етрурски уметник чије се име спомиње у античким изворима. Према њима је радио за последњег римског краља Тарквинија Охолог. Он је направио Јупитеров кип од теракоте који се налазио унутар Храма Јупитера Оптимуса Максимуса на Капитолу, а можда и Аполон из Веја. Статуа Јупитера, направљена с црвеним лицем, била је тако славна да су римске војсковође за време тријумфа бојили своје лице у црвено. Плиније Старији наводи како су његова дела била „најдичнији призори божанстава у његовом времену... цењенија од злата."